# Самай
Сама́й (каз. Самай) — село у складі Жанасемейського району Абайської області Казахстану. Входить до складу Айнабулацького сільського округу.
Населення — 62 особи (2021; 152 у 2009, 156 у 1999,  у 1989).